# 熊传薪
熊传薪（1940年8月27日—2022年6月22日），湖南桃江人，中國考古学家、前湖南省博物館館長、马王堆汉墓主要发掘者。

## 生平
1964年7月毕业于四川大学历史系考古专业，同年9月到湖南省博物馆工作，後來出任湖南省文物事业管理局局长、湖南省博物馆馆长。期間负责發掘包括马王堆一、二、三号汉墓，临澧、澧县、湘乡楚墓，长沙象鼻嘴一号汉墓和衡阳东汉墓在內的长沙、益阳、常德等地上千座古墓葬、古遗址和古窑址。熊传薪還发表了多篇关于研究马王堆汉墓考古的学术报告。
2022年6月22日7时15分因病在长沙逝世。